# Oliviero Vojak
Oliviero Vojak (Pula, 24. ožujka 1911. – Torino, 21. prosinca 1932.), talijanski nogometaš hrvatskog podrijetla koji je karijeru ostvario tijekom 1920-ih i 1930-ih. Karijeru je napravio u Italiji, u kojoj je ostao do kraja života. Igrao je na mjestu napadača.
Najpoznatiji je po svom boravku u Juventusu i Napoliju.
Njegov stariji brat Antonio Vojak igrao je također profesionalno za Juventus i Napoli. Da ih mogu razlikovati, Antonija su nazivali Vojak I, a Oliviera Vojak II.
Osvojio je naslov prvaka Italije (Serie A) 1930./31. godine.

## Vanjske poveznice
- Playerhistory Karijera